# 袁鉴
袁鉴（?—?），浙江钱塘（今浙江杭州）人，是一名清朝政治人物。
袁鉴曾于1776年接替韩锡祚任苏松道道员一职，1776年由韩锡祚接任。